# Albert Policard
Albert Policard, né le 15 janvier 1881 à Paris et mort dans la même ville le 1er mars 1972 est un médecin militaire français, professeur d'histologie à la faculté de médecine et de pharmacie de Lyon. Ses recherches conduites sur plusieurs décennies le font considérer comme le père de l’anatomie pathologique française.

## Biographie

### Jeunesse et formation
Albert Policard naît à Paris de Marie René Augustin Policard, artiste sculpteur en ébénisterie et de Pauline Léontine Archambault. Brillant élève, deux fois bachelier, il est lauréat du concours général en sciences naturelles. Il s'inscrit successivement en 1898 à la Faculté des sciences puis en 1899 à la Faculté de médecine de Paris. Second d'une famille de sept enfants, il doit financer ses études et fait pour cela le choix de se présenter à l'École du service de santé militaire de Lyon qu'il intègre le 25 octobre 1900. Dès cette période il collabore avec Joseph Renaut, élève de Louis-Antoine Ranvier, qui dirige le laboratoire d'histologie de la faculté de médecine et de pharmacie de Lyon dont il est le premier professeur titulaire de la chaire d'Histologie et dont l'agrégé est Claudius Regaud père de l'histologie expérimentale,,.
Il soutient sa thèse de doctorat en médecine, intitulée L'élimination par le rein normal des matières colorantes étrangères à l'organisme, en 1903. Après un an de stage au Val-de-Grâce, Albert Policard est nommé en 1905 au 2e régiment de dragons dans les casernes de la Part-Dieu à Lyon, où il est promu médecin aide-major de première classe (lieutenant) en 1906. Dès son retour à Lyon, il reprend ses recherches auprès de Joseph Renaut et Claudius Regaud jusqu'en 1907. Ses goûts scientifiques se développent et tout en demeurant fidèle à l’histologie il se tourne vers la physiologie et la médecine expérimentale en rejoignant à partir de 1907 le laboratoire de physiologie de Jean-Pierre Morat où il commence son travail de thèse de sciences. En 1910, médecin major de deuxième classe (capitaine), il est parallèlement affecté à l'École de santé militaire comme surveillant du laboratoire du XIVe Corps d'armée et est promu médecin major de deuxième classe (capitaine). En 1912, il soutient à la faculté des sciences de Paris sa thèse de doctorat ès sciences naturelles sur le fonctionnement du rein de la grenouille,.
Il épouse le 2 octobre 1909 à Villerest près de Roanne, Jeanne Lacassagne, dont le père Alexandre Lacassagne, lui même ancien médecin militaire, est le célèbre pionnier de la médecine légale. Elle a un demi-frère ainé Alexandre Guilliermond, et deux frères cadets Antoine et Jean qui tous seront aussi professeurs d'université, les ainés à Paris le cadet à Lyon. Albert Policard est nommé professeur agrégé d'histologie à la faculté de médecine de Lyon en 1913, et demande dès lors sa mise en position hors cadre du Service de santé militaire, qui lui est accordée à compter du 1er septembre 1913.

### Médecin combattant et chercheur
Rappelé à l'activité dès le 2 août 1914 à la déclaration de guerre, il devient médecin-chef de l'ambulance 13/13 à l'Armée du Nord-Est, puis en 1915 il commande la section d'hygiène et de prophylaxie du 13e Corps d'armée. En mai 1917 Albert Policard rejoint l'auto-chir 20, puis il est appelé en juillet par Claudius Regaud qui vient d'ouvrir le Groupement des services chirurgicaux et scientifiques à l'hôpital d'origine d'étapes (HOE) de Prouilly déplacé ensuite à Bouleuse (Marne) près de Reims. Cet établissement fut une véritable faculté de médecine de guerre avec des stages théoriques et pratiques par des enseignants particulièrement renommés dont Albert Policard qui en est le chef de laboratoire, et René Leriche avec lequel il entame une longue collaboration qui s'étendra au-delà du conflit. De cette époque datent ses travaux majeurs sur les infections des plaies de guerre et la septicémie, les pratiques chirurgicales hygiéniques et l'intérêt des sutures différées,, reconnus comme étant à la base des techniques de soins en vigueur à la fin du conflit et qui lui valent une citation à l'ordre du Service de santé. Il tirera de cette expérience son ouvrage intitulé L'évolution de la plaie de guerre, mécanismes biologiques fondamentaux considéré comme un chef-d'œuvre .

### Entre deux guerres
Revenu à Lyon au terme du conflit, il succède en 1920, comme professeur d'histologie, à Joseph Renaut. Ce faisant, il dirige aussi en tant que médecin major de première classe (commandant) puis comme médecin principal de 2e et 1e classes (lieutenant-colonel puis colonel) le service des contagieux de l'Hôpital militaire d'instruction Desgenettes pendant plus de quinze ans .
Il est aussi bâtisseur, et prend une part non-négligeable à l'élaboration du projet de la nouvelle faculté de médecine auprès du doyen Jean Lépine, en face du nouvel Hôpital de Grange-Blanche dans ce qui devient le Domaine Rockefeller, financé en grande partie par la célèbre Fondation Rockefeller où il  a ses entrées depuis la guerre (dont Alexis Carrel qu'il a côtoyé dans les hôpitaux de campagne).
Promu médecin général en 1938, il quitte l’armée pour se consacrer à sa fonction universitaire, mais il est rappelé de nouveau en 1939, à la déclaration de guerre pour diriger l'École de santé militaire jusqu'au repli de celle-ci en Ardèche après la défaite de 1940. Il retourne alors à son laboratoire et à l'enseignement.

### De la Silicose et de son origine professionnelle
Albert Policard enseigne à la faculté de médecine de Lyon jusqu'à la limite d'âge en 1950, puis une nouvelle carrière commence qui dure 20 ans.
Dès 1930, dans un contexte de vif débats opposant les employeurs des charbonnages, les syndicats, quelques médecins et le parlement afin de statuer sur l'origine professionnelle ou non de la silicose, Albert Policard est en France, l'un des quatre premiers médecins conseillers techniques du Comité central des houillères de France, et perçoit à ce titre une allocation des mines du Centre et du Midi, afin de conduire des recherches sur l'origine des pneumoconioses et de la silicose et de leurs liens avec l'exposition professionnelle. Il entreprend des recherches sur modèle animal, financées par le Bureau international du travail. Sa position sur l'origine professionnelle de la silicose mettra une décennie à se forger et est acquise en 1939.
En 1950 donc, retraité de l'armée et de l'université, Albert Policard quitte Lyon pour revenir à Paris. Il organise alors à Verneuil-en-Halatte (Oise) un laboratoire de biologie appliquée à l'étude des pneumoconioses et de la silicose dépendant du Centre d'études et de recherches des Charbonnages de France,. Le septuagénaire se lance alors dans la microscopie électronique ce qui lui donnera la matière à de nouvelles publications scientifiques. Albert Policard préside pendant plus de dix ans la Commission de Recherche de la Communauté européenne du Charbon et de l'Acier à Luxembourg,.

## Travaux scientifiques
L'œuvre scientifique d'Albert Policard est foisonnante et polymorphe, plus de 860 publications étant recensées et a dirigé 37 thèses dont celle de son gendre Félix Muller. Les travaux ont porté sur l'étude de la vie cellulaire, celle du tissu conjonctif, des os, du rein, du foie et de l'appareil pulmonaire. Il a rénové l'histophysiologie en lui appliquant des méthodes novatrices comme la spectrographie d'émission, la fluorescence provoquée, la polarisation, la diffraction des rayons X, la microscopie en contraste de phase. Il a contribué au développement de la microscopie électronique et de l'histochimie. Il est toujours resté attaché à la méthode expérimentale, étudiant la dynamique des processus cellulaires et tissulaires,.
L'étude du tube urinaire des mammifères et celle du mécanisme de la calcinose rénale humaine ont marqué ses recherches sur le rein. Les recherches qu'il considérait comme les plus significatives ont commencé pendant la Première Guerre mondiale. Ainsi l'étude, sur le front, de la réparation des plaies de guerre a précisé les conditions de la formation du tissu de granulation et le rôle perturbateur joué par l'œdème et par les leucocytes polynucléaires. Les résultats obtenus ont permis d'améliorer et de contrôler la réparation des plaies des parties molles par suture secondaire et de définir les conditions pratiques optimales dans lesquelles celle-ci peut être réalisée. Les recherches sur l'ossification et les réparations osseuses, poursuivies avec René Leriche d'abord au Centre médico-chirurgical de Bouleuse, puis à Lyon, ont établi le rôle du périoste dans les réparations sous-périostées des fractures; elles ont ouvert la voie à des recherches sur le mécanisme de l'ossification, et à l'étude des greffes osseuses,.
Son œuvre est dominée par la nécessité de relier la morphologie des structures biologiques à leur fonctionnement, et donc à relier l'histologie à la physiologie. Il laisse d’ailleurs un très célèbre Précis d’histologie physiologique, réédité 4 fois entre 1922 et 1950, dont l'intitulé définit sa méthode citée par Yves Schiebling « Je dois souligner la tendance fondamentale qui a toujours dirigé mon activité scientifique : l'idée fonctionnelle. Connaître une structure n'est pas suffisant, il faut déterminer sa valeur fonctionnelle dans l'organisme vivant... Ce qu'il faut chercher à comprendre, ce qu'il faut apprendre, ce sont les mécanismes fonctionnels, ceux de l'état normal comme ceux de l'état pathologique ».
Albert Policard a consacré la dernière partie de sa vie scientifique, à l'étude expérimentale de la silicose. Il a ainsi établit que ces affections ont pour origine « un conflit entre les tissus de l'appareil respiratoire et les matières minérales » qui parviennent à leur contact et s'y fixent. Les résultats acquis en ce domaine et ses conceptions figurent dans plusieurs ouvrages élémentaires.

## Ouvrages
Issus de ses nombreux travaux, Albert Policard a publié seul ou en collaboration avec ses élèves 26 ouvrages dont les plus marquants sont :
- Albert Policard. L'évolution de la plaie de guerre mécanismes biologiques fondamentaux.  Paris : Masson , 1918, 1 vol. 192 p.
- Albert Policard. Précis d'histologie physiologique. Collection Testut. Paris, Doin ; 1950. (5°éd.) In-8°, 858 p., première édition en 1922. Cet ouvrage est surnommé Le Policard par des générations d'étudiants en médecine français[2].
- Albert Policard. Le Poumon, structures et mécanismes à l'état normal et pathologique. Paris, Masson ; 1955 (2° éd.). In-8°, 264 p.
- Pierre Galy, Albert Policard. L'Appareil broncho-pulmonaire. Paris : Masson et Cie , 1970. 1 vol. IV-323 p.

Son dernier livre La surface cellulaire et son microenvironnement (Rôle dans les agrégations cellulaires) paraît chez Masson en 1972 à quelques semaines de sa mort, dans sa 91e année.

## Distinctions et hommages
Albert Policard était membre de l’Académie nationale de médecine depuis 1942, membre de l'Académie des sciences depuis 1963. Il a reçu le Prix de l'État en 1961. Il était  Commandeur de la Légion d'honneur depuis 1959, et titulaire de la  Croix de guerre 1914–1918. Au tripoint commun aux communes de Roanne, Riorges et Villerest (où la famille Lacassagne possédait une maison d'été La Léva) une rue récente et une allée, desservant un lotissement, portent le nom d'Albert Policard.

## Descendance et sépultures
Albert et Jeanne Policard ont eu deux enfants. Leur fils André né en 1911, interne en médecine et chef de travaux à la faculté est mort en 1938 ; leur fille Magdeleine (1915-2002), docteur en droit, épouse Félix Muller lequel est assassiné en 1967 par un de ses patients dément,, ils ont eu 4 enfants.
Albert et Jeanne Policard (qui est morte peu de temps après son époux en 1972), ainsi que leurs deux enfants, sont inhumés dans le caveau familial des Lacassagne à Beynost.

## Divers
Entre 1923 et 1937, Albert Policard est à plusieurs reprises désigné comme proposant pour le Prix Nobel de médecine et de physiologie, il sera ainsi proposant de la première femme à avoir été nommée, mais jamais primée, en la personne de Céline Munier Vogt,.
Albert Policard participe discrètement mais durablement à la vulgarisation médicale en animant pendant des décennies la rubrique Hippocrate dit oui dans le grand quotidien régional lyonnais Le Progrès,,.